# Polski Fiat 125p
A Polski Fiat 125p egy középkategóriás autó, amelyet a Fabryka Samochodów Osobowych, rövidebb nevén az FSO gyártott 1967 és 1991 között, a Fiattal kötött licencszerződés eredményeképp. Az autó a Fiat 125 egyszerűsített változata volt és a Fiat 1300/1500 motorjait és egyéb műszaki megoldásait örökölte. Annak érdekében, hogy az Olaszországban és a Lengyel Népköztársaságban (majd később Lengyelországban) gyártott változat között könnyebben különbséget lehessen tenni, a Fiat és az FSO közösen létrehozta a Polski Fiat márkanevet, így a lengyel autó neve Polski Fiat 125p lett. A licencszerződés felbontása után a kocsi FSO 1300, FSO 1500 és FSO 125p néven készült.

## Története

### Előzmények és kezdetek

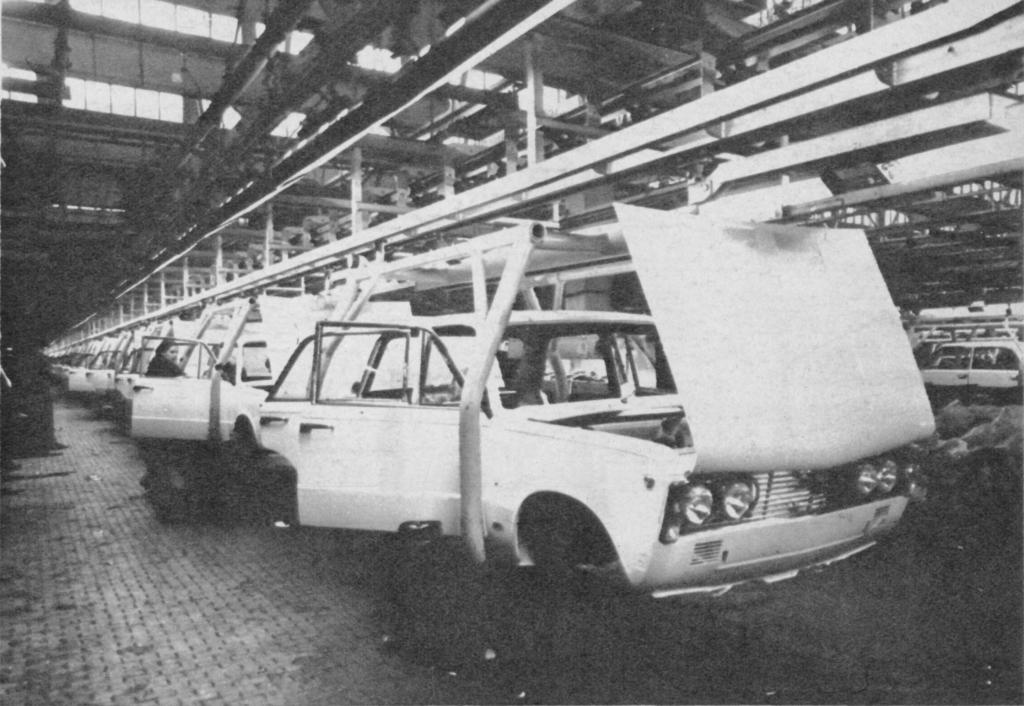
Polski Fiat 125p-k a gyártósoron (1973 előtt)

Az 1960-as években a szocialista Lengyel Népköztársaságban a varsói FSO volt az egyetlen személyautókat gyártó vállalat. Itt mindössze az idejétmúlt Syrena és a Warszawa készült, utóbbi ugyan egy nagyobb autó volt, de műszaki megoldásai az 1940-es évekből származtak. Bár az ország és lakói nem voltak gazdagok, így is érződött, hogy szükség lenne egy új, saját gyártású modellre. Bár egy, a Warszawán alapuló új autó tervezése már megkezdődött az FSO-n belül, a kormány jobbnak látta inkább tárgyalásokba kezdeni az olasz Fiattal, mely szerette volna megerősíteni nemzetközi jelenlétét azáltal, hogy a keleti blokkban is gyártatja autóit.
1965. december 22-én megszületett a megállapodás, melynek értelmében az FSO egy Fiat alapokon nyugvó középkategóriás autót gyárthat. A speciálisan a lengyel piac igényei szerint megtervezett autó az új Fiat 125 karosszériáját és fékrendszerét kapta, míg hajtáslánca és alváza a gyártásból kivont Fiat 1300/1500-tól származott. Az FSO-nak teljesen át kellett alakítania a gyárát, hogy fel legyen készülve a modern kocsi gyártására, ezért neves nyugati vállalatoktól rendelt a gyártáshoz szükséges világszínvonalú gépeket. A kezdeményezésből az FSO több mint száz belföldi beszállítója is kivette a részét, csakúgy, mint az olyan, a keleti blokkban található autógyárak, melyek szintén együttműködésben voltak a Fiattal, így például a Zastava vagy a frissen megalapult szovjet AvtoVAZ. A sorozatgyártásra való felkészülés csaknem két évet vett igénybe, az első alkatrésszállítmány 1967. november 28-án érkezett meg Olaszországból a próbagyártáshoz. Az év végéig 75 autó készült el.

### Az autók
A Polski Fiat 125p-ből két fő változat készült, az 1300 és az 1500 melyeket a motorjuk különböztetett meg egymástól. Az 1300-as verzióba egy 1295 cm³-es, 60 lóerős (45 kW), míg az 1500-asba egy 1481 cm³-es, 75 lóerős (51,5 kW) motor került. Előbbi tömeges sorozatgyártása 1968-ban, utóbbié 1969-ben kezdődött meg. Az 1300-as változat gyártása az 1980-as években befejeződött.
Ezek a változatok külsőre annyiban különböztek az olaszországi Fiat 125-től, hogy kerek fényszóróik voltak, szögletesek helyett, narancssárga volt az indexburájuk, egyszerűbb lökhárítók és hűtőrácsok kerültek rájuk, emellett helyenként a karosszéria formái is egyszerűbbek voltak. A Fiat 1300/1500 belsőterét és alvázát kapták. Kevésbé látványos, de fontos különbség volt még, hogy a "Nagypolski" üzemanyagtartálya biztonságosabb helyen, a hátsó tengely fölött horizontálisan helyezkedett el, míg a Fiat 125-é vertikálisan, az autó jobb hátulján. Emellett tárcsafékei is ritkábban szorultak cserére, köszönhetően a hatékony por- és sárvédelemnek. A 125p volt az első autó, melyet Magyarországon négy darab tárcsafékkel forgalmaztak.

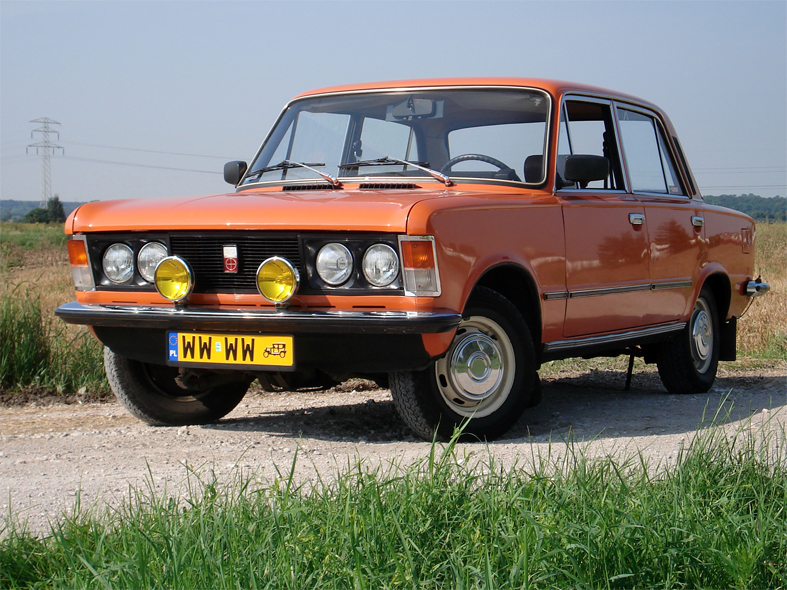
1980-as Nagypolski

Az Olaszországban gyártott Fiat 125-től eltérően a Polski Fiat 125p rendelkezett kombi változattal is, 125p Kombi néven. Később egy pick-up kivitel is megjelent, már azután, hogy a Fiat 125 gyártása 1972-ben befejeződött Olaszországban. 1978-ban a kombi megnyerte az "Év kombija" díjat az Egyesült Királyságban.
Néhány autóba az eredeti olasz 1600 cm³-es (125p Monte Carlo) és 1800 cm³-es (125P Akropolis) motor került, ezeket főképp versenyzésre szánták. Néhány darab nyújtott karosszériás kabrió is készült, három üléssorral, melyeket a Varsót megtekinteni kívánó turisták vehettek igénybe.
1973-ban kissé megújult az autó kinézete, amikor a krómozott hűtőrács helyére fekete műanyag került. 1975-ben egy komolyabb modellfrissítés következett, amikor ismét megújult a hűtőrács (bár ugyanúgy fekete és műanyag maradt), az indexbura, hátulra nagyobb, vízszintes lámpák kerültek a korábbi vékony függőlegesek helyett, modernebb porvédősapkák kerültek a kerekekre, a lökhárítóra pedig a vertikális védőelemek helyett horizontális gumicsík került. A belsőtér is modernebbé vált a műszerfal és a kormánykerék megújulásával. Emellett mindkét motor teljesítménye 3,7 kW-tal megnőtt. 1983-tól a kocsi FSO 125p 1500/1300 készült, mivel megszűnt a Fiattal kötött szerződés. Az 1980-as években következett be az utolsó modellfrissítés, amikor a 125p megkapta az FSO Polonez hajtásláncát, 2000 cm³-es Fiat motorral. Ezen kívül a műszeregység is megváltozott, kerek számlapos órák kerültek a műszerfalra a hagyományos Fiat műszerek helyett.
A Polski Fiat 125p gyártása 1991. június 26-án fejeződött be, mivel az FSO-nak ekkorra sikerült teljesítenie a gyártás kezdetekor az akkori kormány által meghatározott eladási kötelezettségét. Összesen 1 445 689 darab készült az autóból, melynek formaterve ekkor már 24, míg az évek során csak kisebb változtatásokon átesett műszaki felépítése 30 éves volt.

### Az utód
1978-ban került bemutatásra a szintén a Fiat 125 és a Fiat 1300/1500 alapjaira épülő, de eltérő karosszériájú FSO Polonez, melyet kisebb-nagyobb újításokkal egészen 2002-ig gyártottak. Bár a két autó gyártása sokáig párhuzamosan folyt, szinte teljesen egyforma technikai felépítésük miatt mégis a Polonezt tartják a 125p utódjának.

## A 125p a külföldi piacokon

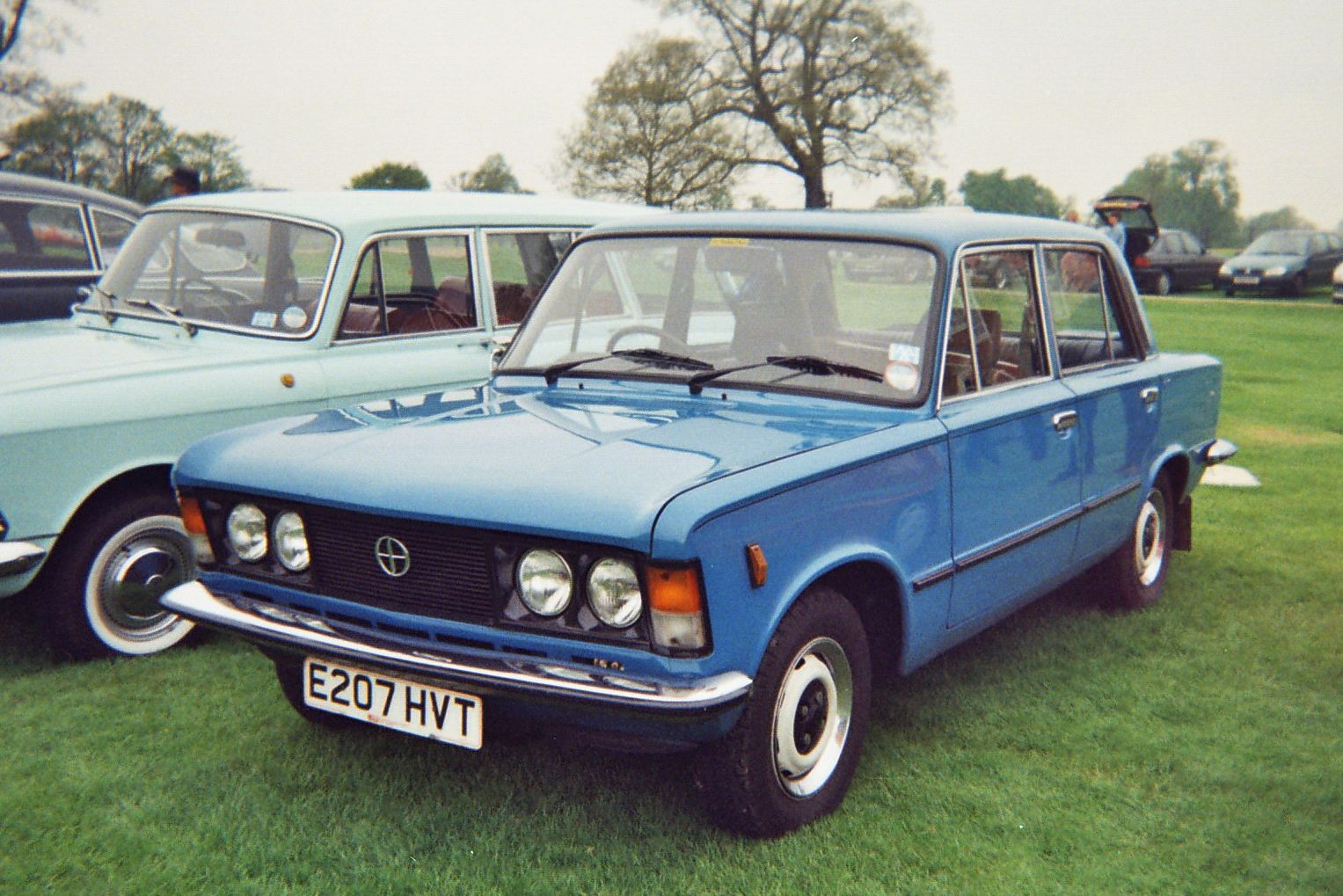
Jobbkormányos FSO 125p (1987)

Az Egyesült Királyságban és Írországban, ahol 1975-től vált elérhetővé a jobbkormányos változat, egy ideig a 125p volt a legolcsóbb autó - 1991-ben például csak egy kicsit került többe 3000 fontnál újonnan. Az autó ismert volt 1960-as évekbeli dizájnjáról, időtálló és kényelmes műbőr üléseiről és tágas belsőteréről. Műszakilag a 125p egyszerű, de megbízható volt, karosszériája azonban rossz minőségű acélból készült, az alacsony gyártási költségekre való törekedés miatt, így könnyedén rozsdásodott.
Emellett a kocsi teljesítménye elmaradt az eredeti Fiat 125-étől, csakúgy, mint a vezethetősége, stabilitása. Felfüggesztése nagyon kemény volt, mivel hátulra laprugók kerültek. Még alacsony ára sem volt képes ellensúlyozni a hajtáslánc korszerűtlenségét.
Amikor a 125p gyenge eladási adatokkal kivonult a brit piacról, a Lada Riva volt az egyetlen kelet-európai riválisa, hiszen addigra a Škoda befejezte farmotoros modelljeinek árusítását az Egyesült Királyságban, ahogy a Zastavák és a Wartburgok is eltűntek a piacról.

## Becenevek
Lengyelországban a sokan "Kredens" (szekrény) vagy "Kant" (él) becenévvel illetik a 125p-t, míg a fiatalok többsége "Bandytának", "Bandziornak" (bandita) hívja. A leggyakoribb becenév azonban a "Duży Fiat" (nagy Fiat) a Polski Fiat 126p miatt, amit méretéből kifolyólag "Maluchnak" vagy "Maly Fiatnak" (pici, kis Fiat) becéznek. Magyarországon a három leggyakoribb becenév a "Nagypolski", a "Nagypolák" és a "Nagypók", míg a 126p-t "Kispolski", "Kispolák" vagy "Kispók" néven emlegetik hazánkban. Az egykori Jugoszlávia területén a 125p-t "Pezejacnak" becézik, míg Csehországban és Szlovákiában egyszerűen "Polákként" emlegetik. Finnországban a 125p pick-up változatának hivatalos neve FSO Polle volt, amely lovat jelent.